# Travneve, Svatove
Travneve (în ucraineană Травневе) este o comună în raionul Svatove, regiunea Luhansk, Ucraina, formată numai din satul de reședință.

## Demografie
Componența lingvistică a comunei Travneve
     Ucraineană (91,43%)
     Rusă (8,16%)
     Alte limbi (0,2%)
Conform recensământului din 2001, majoritatea populației comunei Travneve era vorbitoare de ucraineană (91,43%), existând în minoritate și vorbitori de rusă (8,16%).